# Below
Below  — це пригодницька відеогра-roguelike, розроблена Capybara Games. Спочатку була опублікована студією Microsoft для Microsoft Windows і Xbox One, але пізніше була опублікована розробником Capybara Games. Гра була анонсована в Microsoft на Е3 2013 і була відкладена на невизначений термін у середині 2016 року. Гра була випущена 14 грудня 2018 року.

## Ігровий процес
Below — це екшен-пригода з обзором зверху в низ. Характер гравця — «крихітний воїн, який досліджує глибини віддаленого острова». Гра стосується пошуків, хоча ця мета залежить від виживання персонажа. Філ Спенсер з Microsoft описав гру на E3 2013 як «творчий прийом геймплея рогалик» у «таємничому світі». Середовища створюються випадковим чином.
Гра розроблена так, щоб бути важкою, з «жорстоким, але чесним боєм» і постійною смертю.
Розробник описує Below як «процедурний тераріум, повний життя, загадок і смерті». Гравцеві належить досліджувати підземні лабіринти Острови (The Isle), уникати пасток, боротися з дивними істотами, шукати їжу і воду, а також збирати ресурси з яких можна створювати корисні інструменти і зілля. Рівні генеруються випадковим чином і тому непередбачувані, а через системи перманентної смерті ціна помилки неймовірно висока: загинувши, користувач починає гру заново за іншого персонажа, але вже без ліхтаря — його можна забрати тільки на місці смерті попереднього героя.

## Відгуки

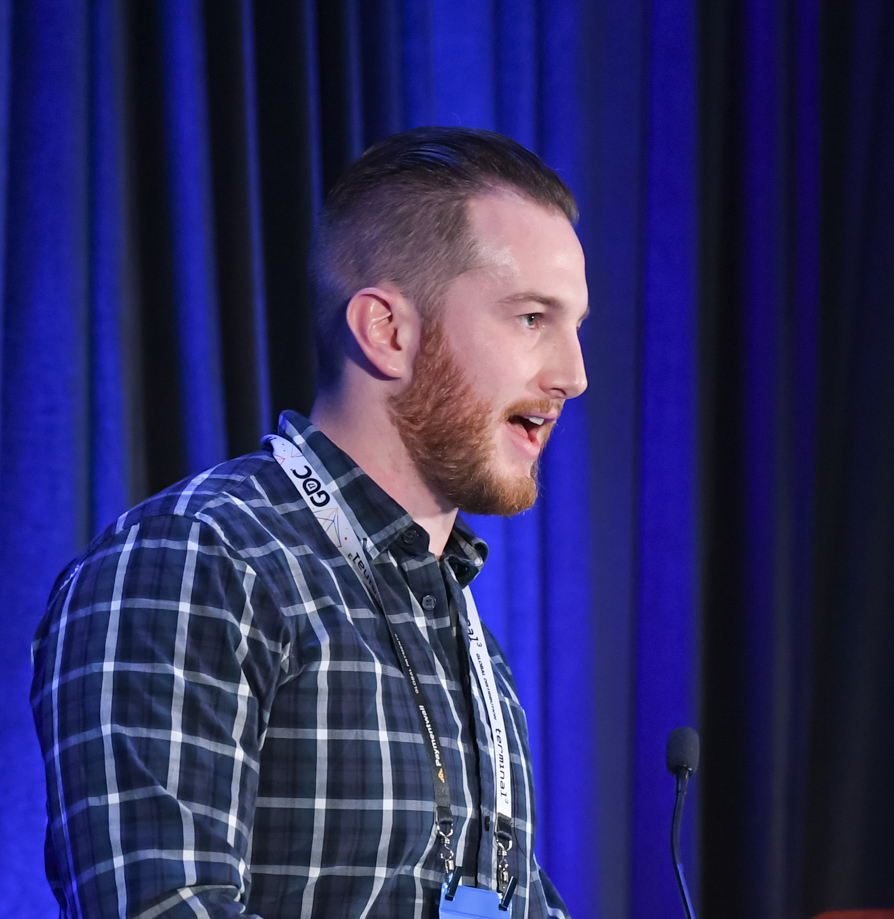
Колін Вейк з Capybara представляє гру в 2017 на Game Developers Conference

Гравці Below в Steam поставили «змішані» відгуки. Майже всі покупці відзначили, що гра дуже незвичайна, атмосферна, цікава і коштує витрачених грошей і часу, похвалили її за стилістику, звук і «дуже чесну» механіку виживання. Автори більшості негативних рецензій поскаржилися лише на технічні проблеми — деякі користувачі Windows 7 не змогли навіть запустити гру, а інші поскаржилися на погану оптимізацію і неможливість змінити призначення клавіш.

## Музика
Співак та композитор Джим Гатрі написав музику. 